# فالبالماس
بلدية فالبالماس (بالإسبانية: Valpalmas) هي بلدية تقع في مقاطعة سرقسطة التابعة لمنطقة أراغون شمال شرق إسبانيا.

## الديموغرافيا
بلغ عدد سكان بلدية فالبالماس 164 نسمة عام 2011 (وفقاً للمعهد الوطني الإسباني للإحصاء).
| 203 | 201 | 182 | 166 | 166 | 160 | 164 |